# Кичева
Ки́чева (Больша́я Шо́нома, Больша́я Шёнома) — река в России, правый приток Вычегды, протекает по Ленскому району Архангельской области. Река впадает в Вычегду в 144 км выше её устья, недалеко от нежилых населённых пунктов — посёлка Большая Шонома и деревни Малая Шонома. Длина реки составляет 20 км.

## Течение
В верховьях течёт на северо-восток, затем на восток, в среднем течении меняет направление на южное, вблизи устья — на юго-западное. Протекает через несколько озёр — стариц Вычегды. Соединяется с Вычегдой, кроме основного устья, также протоком — рекой Полой Прось. По нижнему течению Кичевы проходит граница между двумя муниципальными образованиями Ленского района — Урдомским городским и Козьминским сельским поселениями.

## Данные водного реестра
По данным государственного водного реестра России относится к Двинско-Печорскому бассейновому округу, водохозяйственный участок реки — Вычегда от города Сыктывкар и до устья, речной подбассейн реки — Вычегда. Речной бассейн реки — Северная Двина.
Код объекта в государственном водном реестре — 03020200212103000023832.